# Rochus zu Lynar (Baumeister)

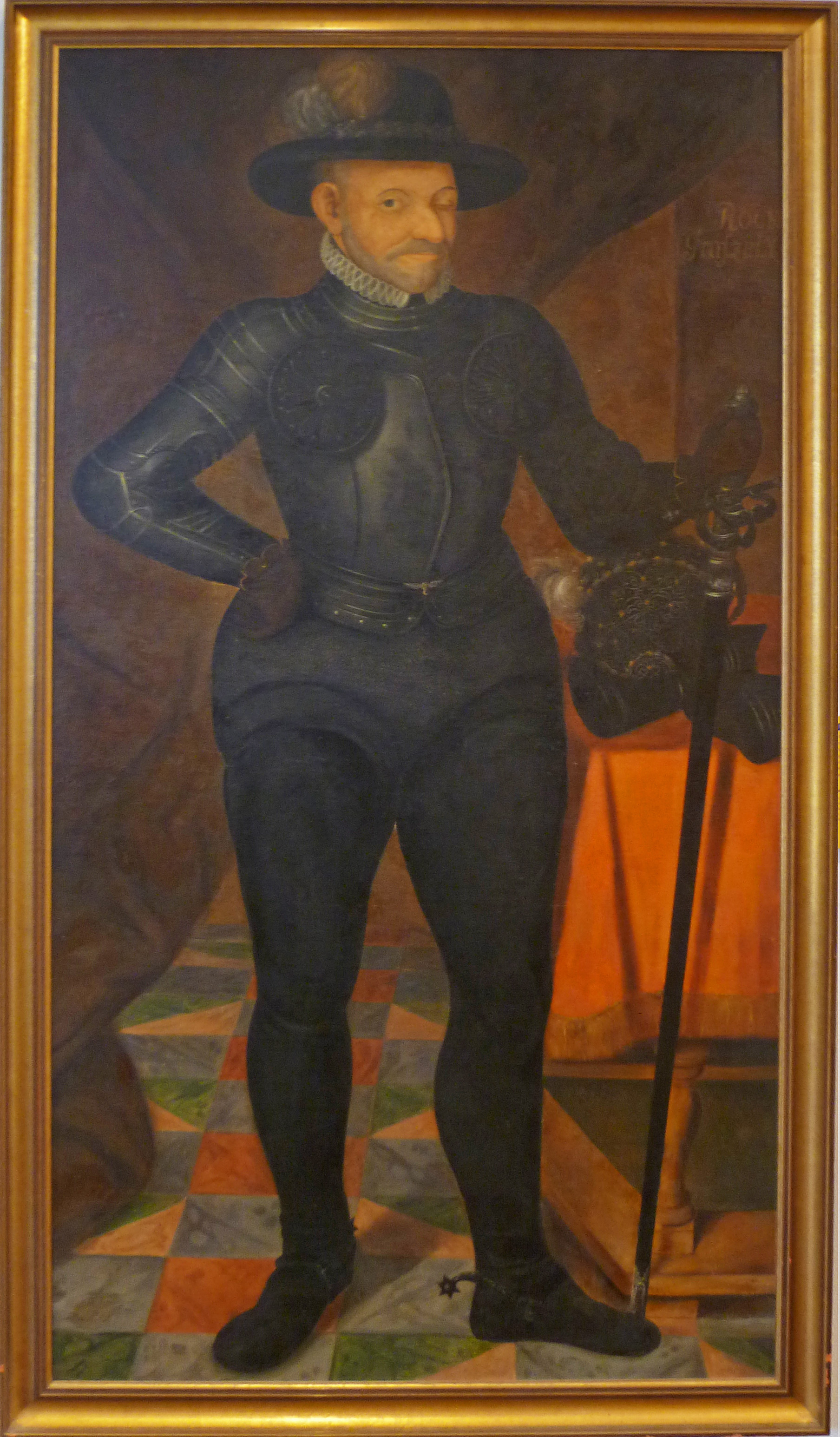
Roch[us] Graf zu LY[nar]; zeitgenössisches lebensgroßes Ölgemälde eines unbekannten Malers in der Zitadelle Spandau

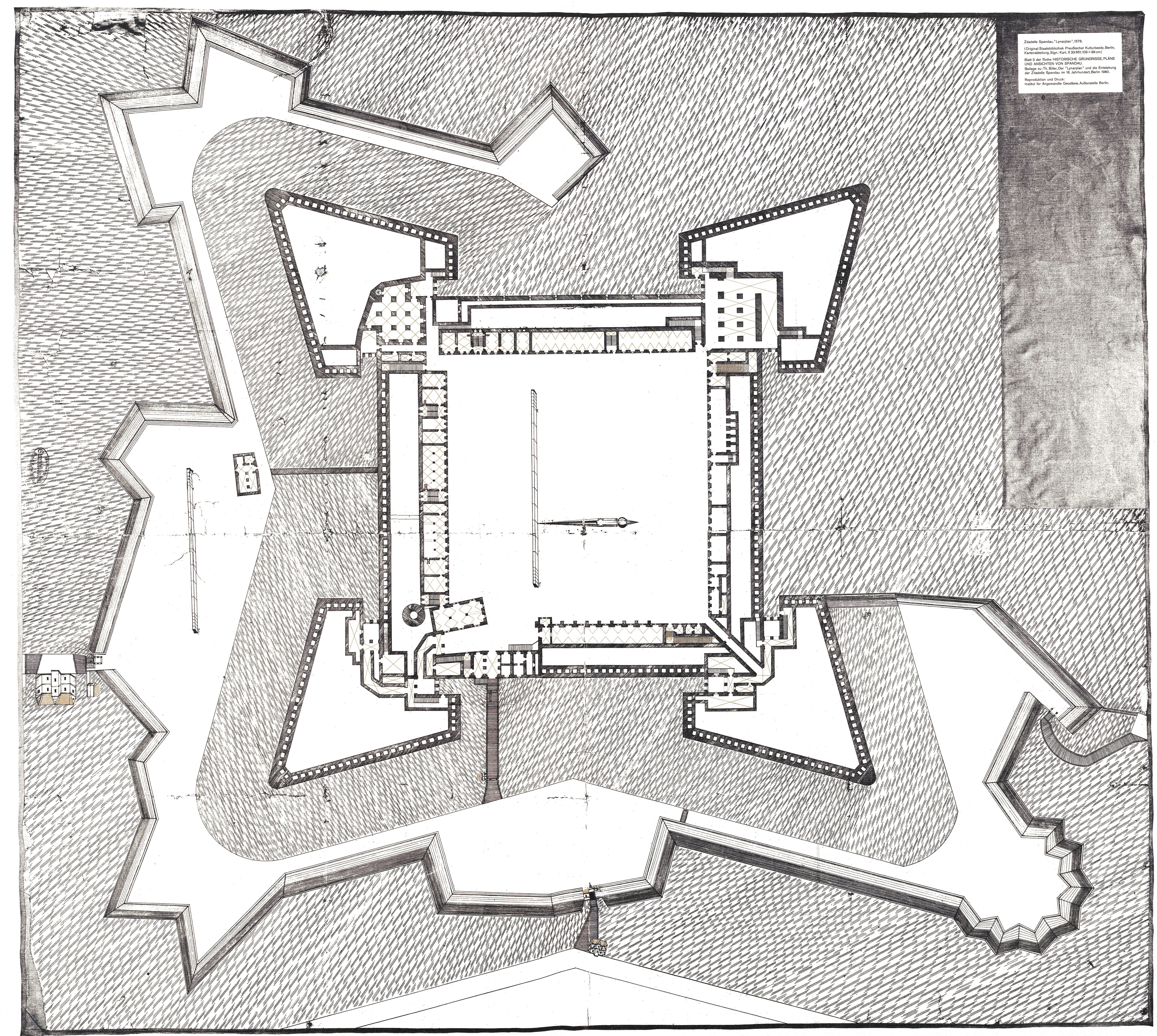
Der sogenannte Lynarplan der Zitadelle Spandau von 1578

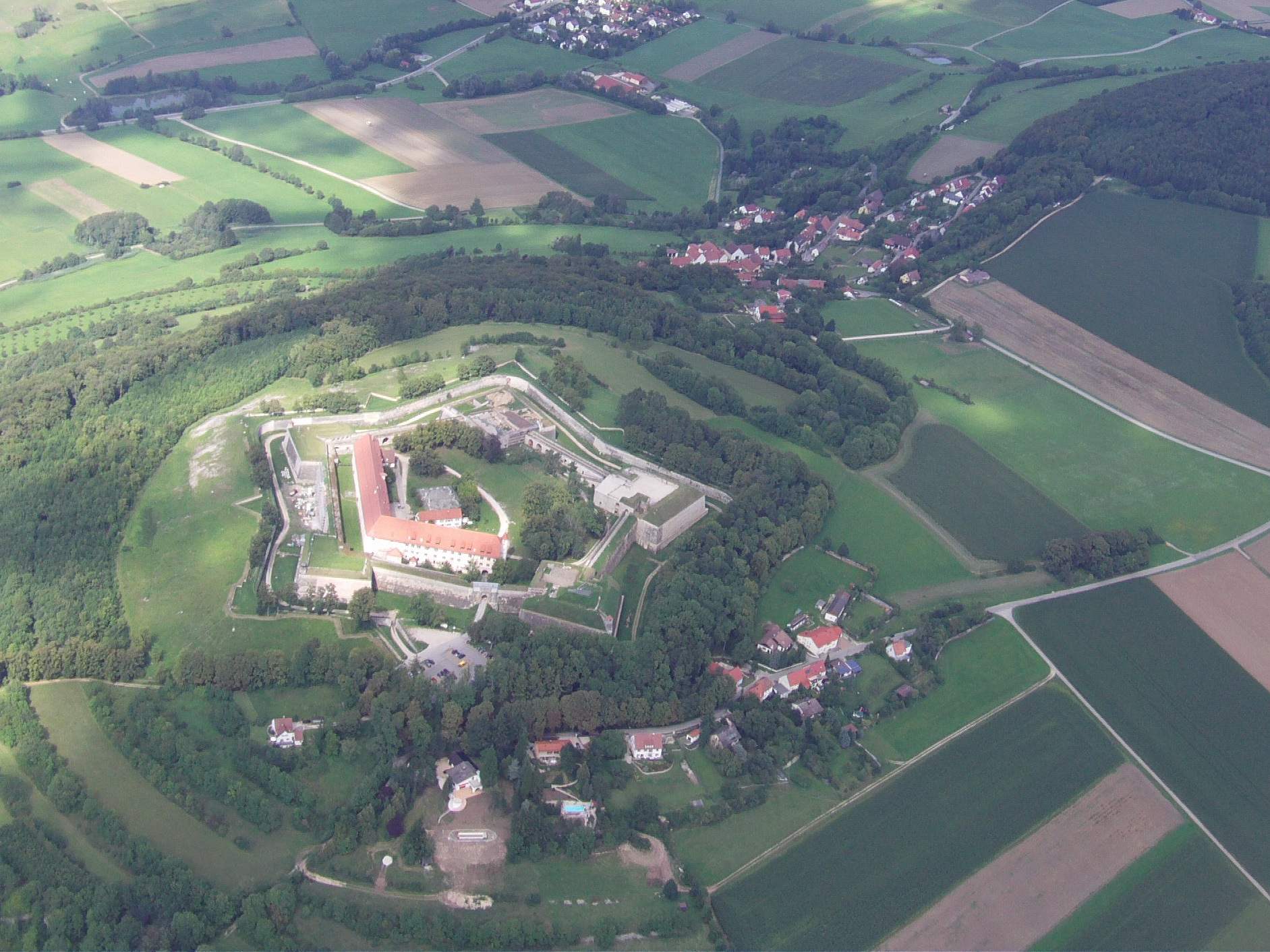
Luftbild der Festung Wülzburg, die ab 1590 maßgeblich nach den neuen Plänen Lynars erbaut wurde

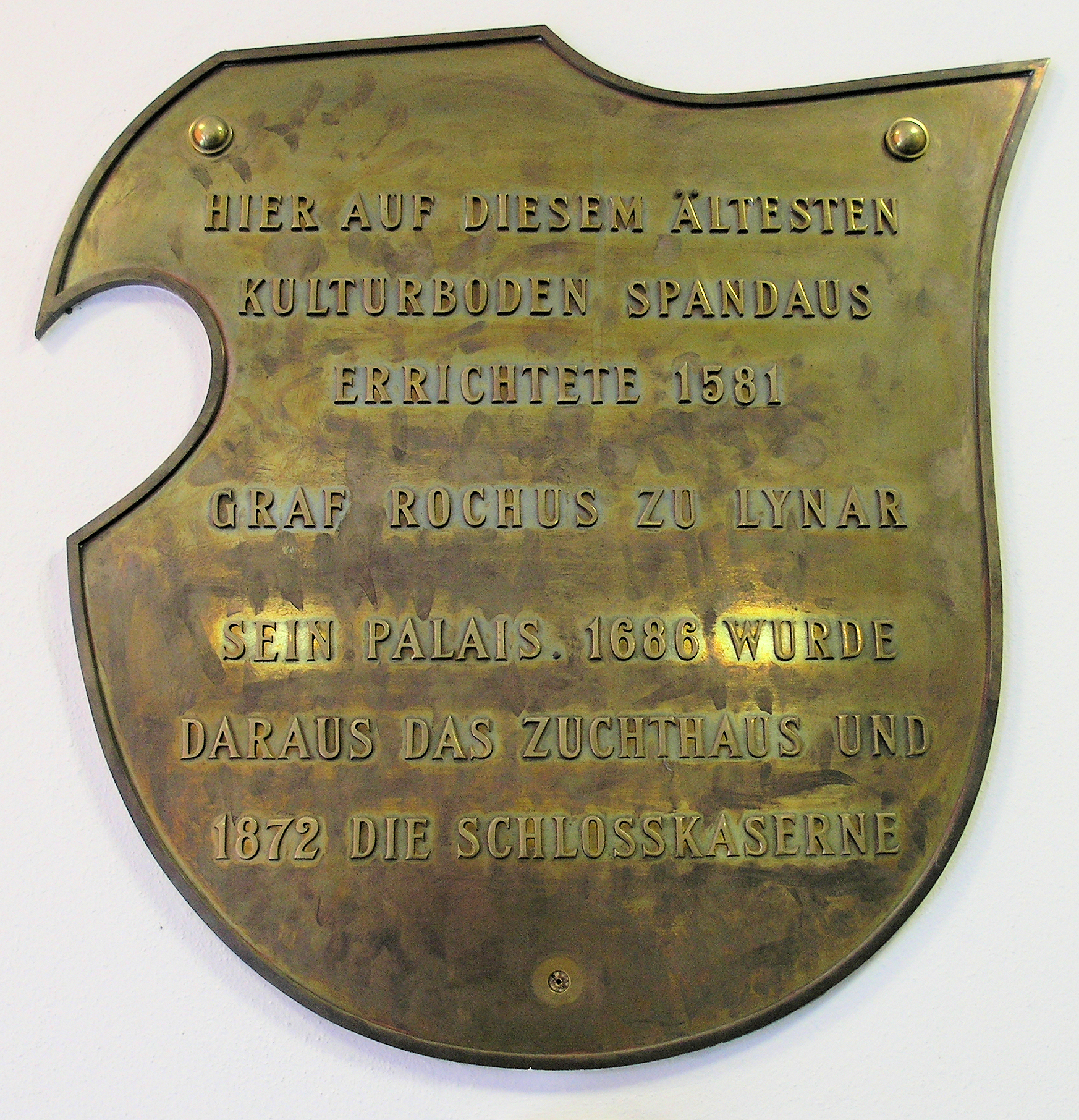
Gedenktafel am Haus Carl-Schurz-Straße 35, in Berlin-Spandau

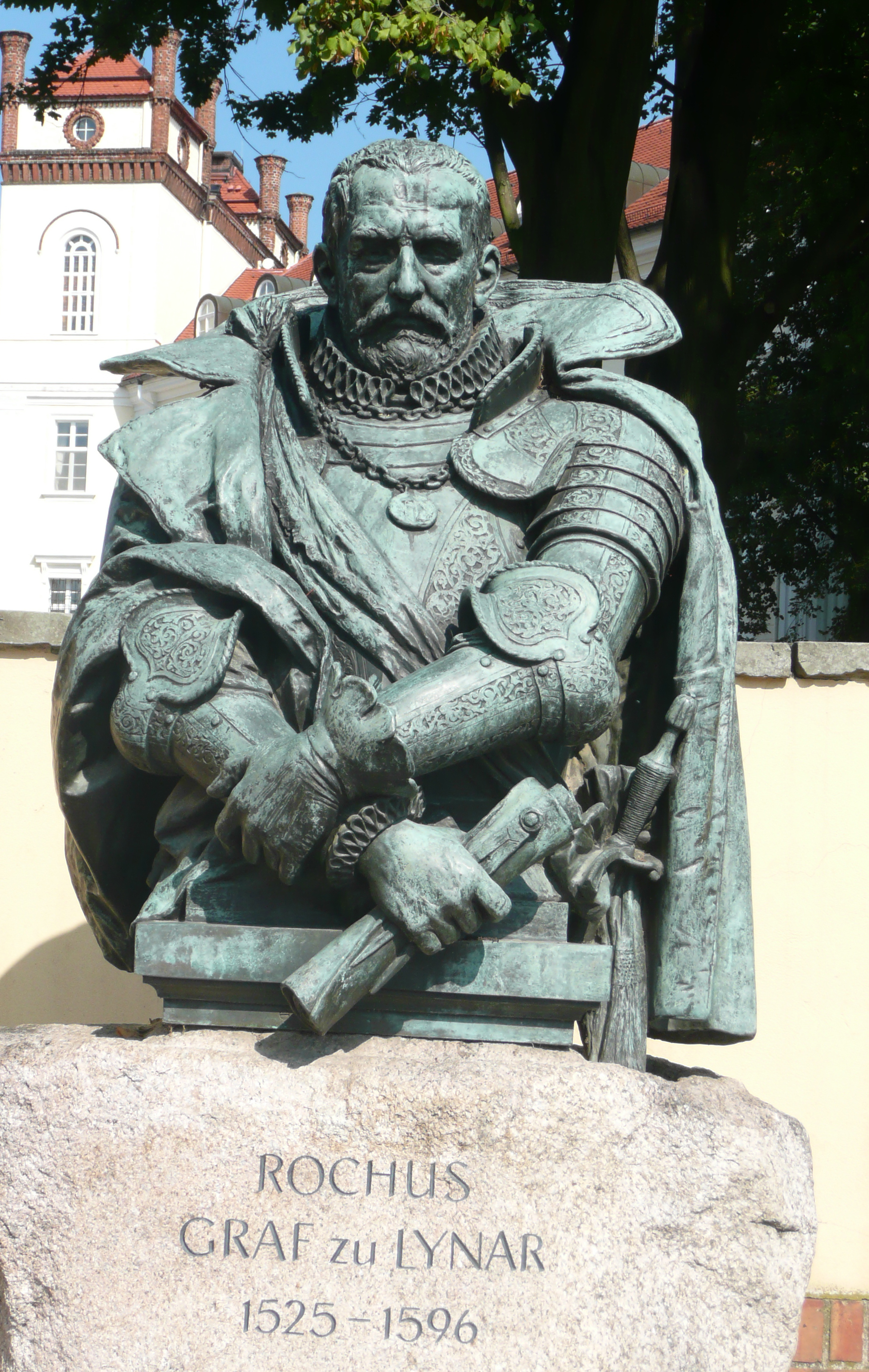
Büste von Graf Rochus zu Lynar in Lübbenau, Bronzeabguss der Marmorbüste von Martin Wolff in der Siegesallee in Berlin; Geschenk Wilhelms II. an die Familie von Lynar, 1903.

Rochus Quirinus Graf zu Lynar (italienisch Rocco Guerrini Conte di Linari) (* 24. Dezember 1525 in Marradi, Toskana; † 22. Dezember 1596 in Spandau) war ein Festungsbaumeister und Militär aus Italien im Dienst besonders deutscher Fürsten. Gut erhalten sind von seinen Bauten in Franken die Wülzburg und in Berlin die Zitadelle Spandau.

## Leben
Lynar, aus einer florentinischen Familie stammend, die im 15. Jahrhundert der Grafenwürde von Linari entsagt hatte, war zehnjährig Page bei Herzog Alexander von Florenz geworden und ab 1540 Kammerjunker beim Dauphin von Frankreich, dem späteren König Heinrich II.
Lynar nahm im französischen Heer an den Belagerungen von Metz und Diedenhofen sowie an der Schlacht bei Saint-Quentin teil. Als er 1552 als Oberst die Verteidigung von Metz leitete, zeigte sich seine Begabung für ingenieurtechnische Belange. Aufgrund seiner erlangten Kenntnisse in diesem Bereich wurde er 1554 Generalmajor und Generalkommissar über alle französischen Festungen und Kapitän über eintausend Arkebusiere. In den Jahren 1556–1560 nahm er am Feldzug gegen Spanien teil. Hier war er unter anderem an der Schlacht bei St. Quentin und der Einnahme von Diedenhofen beteiligt, bei der er im Gesicht verletzt wurde und ein Auge verlor. 1560 trat er zum protestantischen Glauben über. 1563 lag er mit seiner Garnison in der Stadt Metz und leitete hier den weiteren Ausbau der Festung, vor allen Dingen den Entwurf der neuen Zitadelle. Am 15. Mai 1564 heiratete er Anna von Montot, mit der er drei Töchter und zwei Söhne hatte.
Lynar ging mehrere Male als Gesandter an deutsche Fürstenhöfe und siedelte nach Beginn der Hugenottenkriege ganz nach Deutschland über, wo er zuerst 1567 als Maréchal de Camp mit seinem Freund und Waffengefährten, dem Pfalzgrafen Kasimir, nach Heidelberg ging und in dessen Dienste eintrat. 1568 war er Oberst und Kriegsrat in kurpfälzischen Diensten.

## In kursächsischen Diensten
Im Jahr 1569 wechselte er als Oberartilleriemeister und Befehlshaber sämtlicher Festungen in die Dienste von August I., Kurfürst von Sachsen. Ab 1571 benutzt er den Grafentitel „Linar“ (seine Nachfahren sind die bis heute blühenden Grafen und Fürsten zu Lynar).
In der sächsischen Residenzstadt kümmerte er sich um die Verbesserung der Dresdner Befestigungsanlagen. Er verlegte die Nordwestfront der Befestigung ins vorstädtische Gelände, wozu der Festungsgraben verlegt wurde. Weiterhin ersetzte er die dortigen älteren drei kleinen Bastionen nach neuitalienischer Manier durch zwei größere. 1573 baute er das Dresdner Zeughaus, das spätere Albertinum, um. Lynar meisterte die ihm gestellten Aufgaben bravourös, doch das Arbeitsklima unter seiner Leitung war schlecht. Beschwerden einheimischer Bauleute und Handwerker häuften sich und führten beim Kurfürsten zu Misstrauen. Diese Querelen steigerten sich und am Ende wurde Lynar beim Kurfürsten nicht mehr empfangen. 1574 fiel er überdies wegen seiner reformierten („kryptokalvinistischen“) Gesinnung in Ungnade. Lynar vervollständigte auch die Festungsanlagen der kursächsischen Grenzfestung in Senftenberg. Später war Lynar trotz seiner Übersiedelung nach Spandau am Dresdener Hof unter Christian I. wieder ein gefragter Fachmann, der Entwürfe für die Verbesserung der Festungsanlagen auf dem Königstein und in Dresden lieferte.

## In kurbrandenburgischen Diensten
Mit sächsischer Zustimmung ging Graf Lynar (Schreibweise damals Linar) 1578 in die Dienste des Kurfürsten Johann Georg von Brandenburg über. Am 27. März 1578 wurde Lynar zum Geheimrat, General und obersten Artillerie-, Munitions-, Zeug- und Baumeister ernannt. Ebenso wurde er mit der Aufsicht über Artillerie, Munition und Zeughäuser in allen brandenburgischen Festungen betraut. Er erhielt dafür eine außerordentlich hohe Besoldung, unter anderem eintausend Taler, für acht Personen Hofkleidung, Futter für acht Pferde und zahlreiche Naturalien. Lynar verbesserte die Festungswerke in der Mark, legte in Spandau eine Pulvermühle an, hob das Salzwesen und führte zahlreiche Zweige der Industrie zuerst in Berlin ein.
Im Sommer 1578 übersiedelte er mit seiner Familie nach Spandau in ein vom Kurfürsten geschenktes Wohnhaus in der Innenstadt. Er beaufsichtigte den bereits begonnenen Ausbau der Spandauer Festung und entwarf neue Bauabschnitte. Seine Verdienste für diese Zitadelle lagen insbesondere in der Erstellung einer Bauordnung, die die Disziplin und Effektivität auf der Baustelle erhöhen sollte. 1580 wurde er in seiner bisherigen Stellung auf Lebenszeit durch den Kurfürsten bestätigt und zum Generalmajor und Geheimen Rat ernannt. Noch im selben Jahr erweiterte er richtungsweisend das Berliner Schloss. Es entstand ein Querflügel, durch den es seine Vierkantform erhielt, sowie an der Spree der Apothekenflügel.
Am 10. März 1580 wies Kurfürst Johann Georg den Kammermeister Leonhardt Stöern in Küstrin und den Grafen Lynar an, sich gemeinsam nach Peitz zu begeben, um die dortige Festung zu besichtigen und ein Inventarverzeichnis des Zeughauses anzufertigen. Dieses wurde am 21. März 1580 fertiggestellt. Lynar wurde wahrscheinlich noch im selben Jahr zum Gouverneur der Festung Peitz ernannt und hatte sich unter anderem um die Belange der dortigen Festung zu kümmern. Er gilt derzeit als erster nachweisbarer Gouverneur der Festung Peitz und als geistiger Vater der späteren Umbauarbeiten an der Festung. Lynar pendelte offensichtlich in den Folgejahren zwischen den Baustellen in Berlin, Spandau und Peitz. Am 30. Juli 1590 erhielt er von Kurfürst Johann Georg den Befehl, die Festung Peitz auszubauen. Der Ausbau dauerte bis 1596 und kann als Meisterwerk damaliger Festungsbaukunst bezeichnet werden.
Nahezu zeitgleich wurde Lynar durch den Markgrafen Georg Friedrich den Älteren von Brandenburg-Ansbach und Kulmbach zur Beratung beim Bau der Festung Wülzburg (Landkreis Weißenburg-Gunzenhausen, Bayern) herangezogen. Lynar fertigte einen neuen Entwurf und ein Baumodell, nach dem die Wülzburg 1590 bis 1605 vollendet wurde. Neben der Spandauer Zitadelle ist die Festung Wülzburg der am besten erhaltene Bau Lynars.
Während der Peitzer Ausbauarbeiten wurde Lynar 1593 zum Amtshauptmann in Spandau ernannt. Lynar stiftete den Altar der St.-Nikolai-Kirche in Spandau.
Ab etwa 1590 arbeitete Lynar an einem Traktat zum Artilleriewesen und Festungsbau, das aber verschollen ist und wahrscheinlich über den ersten Abschnitt gar nicht hinausgekommen war.
Drei Tage vor seinem 71. Geburtstag verstarb Rochus Quirinus Graf zu Lynar am 22. Dezember 1596 in Spandau und wurde am 4. Januar 1597 in der Gruft der Nikolaikirche bestattet.
Von ihm stammt die in der Niederlausitz in Lübbenau ansässige Adelsfamilie Lynar (gräfliche und fürstliche Linie) ab.

## Zeichnungen
Für seine Pläne bediente sich Lynar eines oder mehrerer professioneller Zeichner als Mitarbeiter in einer Art „Baubüro“. Zeichnungen eindeutig von seiner Hand sind zurzeit nicht nachweisbar. Auch die zahlreichen in den Akten erwähnten Reinzeichnungen sind zum großen Teil verloren. Die Überlieferung ist sehr unsystematisch.
- Umbauplanung für Schloss Sonnenstein über Pirna. Grundriss des Kellers, um 1573, Papier 19,2 × 67,3 cm. Besitzer: Sächsisches Staatsarchiv, Hauptstaatsarchiv Dresden, 12884 Karten und Risse, Signatur/Inventar-Nr.: Schr. 012, F 002, Nr. 007n[7]
- Planung für den Weiterbau der Festung Spandau (sog. Lynarplan), 1578, Papier

## Werkliste
- 1561: Metz, Zitadelle (1802 abgebrochen); Lynars erster bekannter Bau[8]
- 1568 f.: Billigheim (Kreis Südliche Weinstraße), Arbeiten an der Stadtbefestigung (zerstört)
- 1569 f.: Dresden, zwei Bastionen am Schloss (größtenteils zerstört)
- 1570–1573: Dresden, Wagenhaus und Mauer am Zeughaus (zerstört)
- 1570: Dresden, Münzkunst am Schloss (zerstört)
- 1570: Dresden, Sägemühlen, östlich der neuen Bastionen (zerstört)
- 1570: Ostra (Dresden-Friedrichstadt), Scheune des Vorwerks (zerstört)
- 1570: Weidenhaim (KreisTorgau), Jagdschloss (zerstört)
- 1571: Stolpen (Kreis Sebnitz), Ausbesserung und Neubedachung des Kapitelturms der Burg (als Ruine erhalten)
- 1571: Wolkenstein (= Wolchenstein; Kreis Zschopau), Ausbesserungen an der Burg (mit späteren Veränderungen erhalten)
- 1571: Torgau, Ausbesserungen am Schloss Hartenfels (erhalten)
- 1571: Stolpen (Kreis Sebnitz), Gewölbe der Pfarrkirche, Kostenanschlag (1723–1728 entfernt)
- 1571: Freiberg/Sachsen, Gutachten über die Reparatur des 1563 aufgestellten Grabdenkmals des Kurfürsten Moritz (t 1553) im Dom (erhalten)
- 1571: Schwarzenberg (= Schwartzbergk; Kreis Schwarzenberg), Ausbesserungen am Jagdschloss (der Hauptausbau erfolgte 1555 bis 1558, verändert erhalten)
- 1571: Lichtenwalde (= Lichtwalde; Kreis Hainichen), Ausbesserungen an der Burg (im 18. Jahrhundert durchgreifend umgebaut)
- 1571: Stollberg/Sachsen (Kreis Stollberg), Ausbesserungen am Schloss (wohl nicht erhalten)
- 1571 ff.: Freiberg/Sachsen, Oberleitung des Umbaus von Schloss Freudenstein (umgebaut erhalten)
- 1571–1573: Jagdschloss Augustusburg (Kreis Flöha), Arbeiten am 1567 durch M. Lotter begonnenen Schloss (erhalten)
- 1572: Königstein (Kreis Pirna), Eisenhammer (zerstört)
- 1572: Sitzenroda (KreisTorgau), Reparaturen am Schloss (zerstört)
- 1572: Lochau (Saalekreis), Arbeiten am Schloss (zerstört)
- 1573: Pirna, Arbeiten an den Wohnbauten von Schloss Sonnenstein[9]
- 1573: Dresden, Pulvermühle und Wasserkunst, östlich der neuen Bastionen (zerstört)
- 1573: Dresden, Pferdestall (zerstört)
- 1573: Leipzig, Pleißenburg, Besichtigung und Gutachten (bis auf den ins Neue Rathaus einbezogenen Rundturm zerstört)
- 1573: Annaburg (Kreis Sessen), Besichtigung des im Bau befindlichen Schlosses (erhalten)
- 1573 ff.: Wittenberg, Gutachten über Schloss, Festungswerke und Mühle (Lynars Entwürfe nie ausgeführt)
- 1575 ff.: Festung Königstein (Kreis Pirna), Lynars Anteil am Entwurf umstritten, von ihm sicher ein Ravelin (1735 abgebrochen)
- 1575–1580: Kassel, Stadtbefestigung, Lynars Anteil am Entwurf umstritten (zerstört)
- 1575 f.: Friedelsheim (Kreis Bad Dürkheim), Schloss, wohl nur geringe Beteiligung Lynars (teilweise erhalten)
- 1576 f.: Dessau, Süd- und Ostflügel des Residenzschlosses (zerstört)
- 1578: Berlin-Spandau, Pulvermühle (1619 abgebrochen)
- 1578ff.: Berlin-Spandau, Neuentwurf und Weiterbau der Zitadelle, Nordbastionen und Nordkurtine, Teile der West- und Ostkurtine, Magazingebäude (erhalten)
- 1578 ff.: Berlin-Spandau, Lynars Stadthof, sog. Schloss, unter Einbeziehung älterer Bürgerhäuser (1805 abgebrochen)
- 1578 ff.: Berlin-Grunewald, Ausbesserungen der Dachdeckung von Jagdschloss Grunewald und Nebengebäuden, Sicherung des Umgangs um das Schloss (erhalten)
- um 1579: Oranienburg (damals Bötzow), Arbeiten am Schloss (zerstört)
- 1579: Zehdenick (Kreis Gransee), Eisenwerke (zerstört)
- um 1579: Küstrin/Kostrzyn (Polen), Festung, Lynars Anteil im Einzelnen nicht dokumentiert (zwei Bastionen erhalten)
- 1579ff.: Berlin, Schloss, Quergebäude zwischen den beiden Höfen, außerdem Bauausführung und Umbauarbeiten an weiteren Teilen (zerstört)
- 1580ff.: Peitz (Kreis Cottbus), Ausbau des bastionierten Schlosses, der »Oberfestung« der Festung Peitz (nur Batterieturm erhalten)
- 1580: Beelitz (= Belitz; Kreis Potsdam), Salzwerk (zerstört)
- 1581–1583: Kassel, Zeughaus, Zuschreibung an Lynar umstritten (zerstört)
- 1582: Brandenburg, Begutachtung des einsturzgefährdeten Turmes der Katharinenkirche
- 1590: Wülzburg (Kreis Weißenburg-Gunzenhausen), Neuplanung für den Weiterbau der Festung (erhalten) (Plansatz erhalten)
- 1590: Bad Liebenwerda (Kreis Bad Liebenwerda), Befestigungsplanung (über Ausführung nichts bekannt)
- 1590: Herzberg (Kreis Herzberg), Befestigungsplanung (über Ausführung nichts bekannt)
- 1590–1595: Peitz (Kreis Cottbus), Stadtbefestigung (zerstört)
- 1591–1595: Senftenberg (Kreis Senftenberg), bastioniertes Schloss (erhaltene Befestigung wohl 17. Jahrhundert)
- 1591: Ziegenhain (Schwalm-Eder-Kreis), Ausbau der Festung, vielleicht auch erst 17. Jahrhundert (eine Schanze erhalten)

## Büste in der Siegesallee
Für die ehemalige Berliner Siegesallee gestaltete der Bildhauer Martin Wolff eine marmorne Büste Rochus zu Lynars als Seitenfigur der Denkmalgruppe 21 zu dem zentralen Standbild für den Kurfürsten Johann Georg, enthüllt am 18. Dezember 1901. Das Standbild zeigt den Kurfürsten mit einem Plan der Zitadelle Spandau. Lynar selbst ist in Prunkrüstung und mit einem Plan und Zirkel in der rechten Hand dargestellt.